# Libella

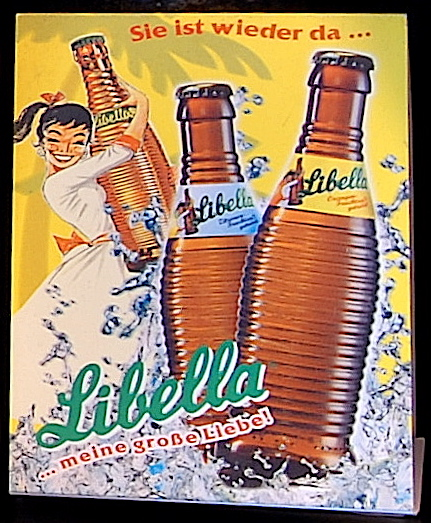
Cartaz com o refrigerante Libella.

Libella é um refrigerante amplamente consumido na Alemanha nas décadas de 1950 e 1960. Foi desenvolvido por Rudolf Wild, um empresário de Heidelberg que procurou fazer uma bebida favorecida por frutas sem ingredientes artificiais. As garrafas eram notáveis por suas ranhuras moldadas e por seu logo amarelo e verde impresso diretamente na garrafa.
A marca Libella ainda existe e também oferece atualmente um produto de cola.